# Sogno (luogo DC Comics)
Il Sogno è un luogo immaginario, un'ubicazione dei fumetti pubblicati dalla DC Comics. Il Sogno comparve per la prima volta in The Sandman vol. 2 n. 1 (gennaio 1989) e fu creato da Neil Gaiman e Sam Kieth. Il Sogno è il dominio del Sogno degli Eterni.

## Storia di pubblicazione
The Sandman e le storie che avvengono in prevalenza nel regno del Sogno, Il Sogno, si concentrano su personaggi che giocarono un ruolo minore in The Sandman, inclusi Il Corinto, Matthew il corvo, Caino e Abele, Lucien il bibliotecario del sogno, la fata Nuala, Eva, e Merv Pumpkinhead (l'inserviente del Sogno). Introdusse anche una varietà di nuovi personaggi, i cui più noti sono Echo e il nuovo corvo del sogno (bianco), Tethys. Ci furono brevi (ma spesso importanti) comparse degli Eterni durante la serie, inclusi cameo di Sogno (sia Morfeo che Daniel), Morte, Destino e Desiderio.
La serie fu inizialmente concepita come una serie antologica pubblicata dall'editore della Vertigo Alisa Kwitney, e fu scritto, disegnato e colorato da numerosi artisti. Le copertine furono tutte disegnate dall'ex artista di copertine di Sandman Dave McKean, e lo scrittore di Sandman, Neil Gaiman, agì da consulente creativo della serie - in quanto ebbe il diritto di rifiutare i copioni e le trame (che non esercitò mai) e sviluppò suggerimenti o personaggi per esplorazione.
Kwitney contattò numerosi scrittori invitandoli a proporle delle storie per la nuova antologia, tra di loro ci fu Peter Hogan sulla base del suo lavoro per il fumetto inglese 2000AD. Egli suggerì la storia che infine divenne "The Lost Boy" (n. da 4 a 7).
Dopo la competizione della storia "The Dark Rose" di Al Davidson (n. 20 e n. 21), Il Sogno finì sotto un cambio di direzione: cambiò da una serie antologica ad una serie corrente concentrata su un piccolo gruppo di personaggi principali. kwitney decise che la serie necessitava di sviluppare una sua continuità interna, con l'introduzione irregolare di storie presenti della miniserie The Sandman Presents narrate al di fuori di quella continuità. Gaiman spiegò la necessità di cambiamento dicendo:
"La cosa principale è rendere [Il Sogno] una storia che va da qualche parte, che sembra andare da qualche parte e che diventerà una grande storia piuttosto che queste specie di piccole storie che praticamente fanno "Persona A, che non hai mai incontrato prima e di cui non ti interessa, ha un problema. Vanno nel Sogno ed escono fuori che il problema sarà...risolto dalle loro esperienze...", cosa che divenne una trama difettosa. Non avevi proprio l'impressione che la trama conducesse necessariamente da qualche parte anche se un sacco di queste storie erano scritte competentemente. Non mostrarono neanche un po' di sentimento per i personaggi. Molti di loro erano davvero molto dimenticabili".
Inizialmente, le funzioni di scrittura sulla serie rinnovata furono da condividere tra Caitlin R. Kiernan e Peter Hogan, che di recente impressionarono con le loro storie "Souvenirs" (n. da 17 a 19) e "Ice" (n. 16). Tuttavia, gli impegni sempre in aumento di Hogan con altri lavori e il pervenuto fanbase preesistente che la Kiernan portò con sé nel fumetto significò che le fu offerta la posizione di unica scrittrice della storia "Many Mansions" (n. da 27 a 34), nonostante la stessa Kiernan ammise che non sembravano esserci troppi crossover tra le due parti di lettori. Come risarcimento, Peter Hogan divenne uno scrittore semi-regolare della serie The Sandman Presents.
La serie soffrì per le sue connessioni alla serie originale Sandman nel corso della pubblicazione, di cui Kiernan disse "dall'inizio, Il Sogno fu lasciato a riposo da ciò che Gaiman fece con Sandman. Non ci volle molto a sentirsi stanchi di sentire "non è lo stesso", o "non è buono quanto Sandman", o "Perché è più scuro di Sandman?", o addirittura "è quasi buono quanto Sandman". So che i paragoni erano inevitabili, se non addirittura logico, ma fu una battaglia dura per tentare di convincere i lettori a guardare al Sogno come ad una serie separata da The Sandman, con le proprie atmosfere, i propri toni e preoccupazioni". Kiernan ricevette delle forti critiche per la direzione che prese la serie, i cui commentatori diedero la colpa solo a lei nonostante il coinvolgimento di altri - inclusi lo scrittore originale di Sandman Neil Gaiman - nel processo creativo.
Tuttavia, Kiernan trovò l'esperienza genuinamente soddisfacente - nonostante lo stress e i fumetti non fossero nuovi per lei - e la serie continuò per 60 numeri prima di venire cancellata per concentrarsi sulle serie di successo maggiore come The Sandman Presents e Lucifer. Kiernan contribuì ad una storia in questa nuova era post-Sogno, il tre numeri presenti in The Sandman Presents: Bast in cui comparve la dea gatta introdotta nella storia The Sandman: Season of Mists.

## Il Dominio
Il Sogno è il mondo in cui la gente va a sognare, ed è un reame vago e mutevole di simboli, credenze ed immaginazione. Fu chiamato così in riferimento al dreamtime, un concetto di fondo nella mitologia aborigena australiana.

## Luoghi
Il Sogno è molto grande, e i suoi paesaggi variano da luogo a luogo. Alcuni dei luoghi più importanti del Sogno includono:
- La Casa dei Segreti e la Casa del Mistero, le case di Caino e Abele.
- Il Portale di Corno e Avorio, i portali lavorati dal Sogno; "i sogni che passano attraverso il portale di avorio sono bugie, finzioni e inganni. L'altro ammette la verità..." (Gaiman). Questa è una diretta referenza all'Eneide di Publio Virgilio Marone|Virgilio in cui il poeta passa attraverso il "regno del sonno" e incontra due porte simili con simili funzioni.
- Il Castello, la dimora di Sogno all'interno del regno. Il portone frontale è controllato da tre bestie mitiche, un Grifone (mitologia)|grifone, una viverna, un ippogrifo (spesso disegnato erroneamente come un Pegaso (mitologia)|cavallo alato). Include la libreria di Lucien, che contiene ogni libro mai sognato di scrivere. La libreria permette ai suoi utilizzatori di leggere ogni libro che parlassero la lingua in cui il libro è scritto o no, e se addirittura non sanno leggere. Quando uno dei libri presenti nella libreria viene scritto nel mondo reale, la copia presente nella libreria di Lucien prende fuoco e viene distrutto[10].

## Pubblicazioni
Di seguito vi è una lista di storie pubblicate in oltre 60 numeri della serie.
- "The Goldie Factor" (dal n. 1 al n. 3)

Goldie (il gargoyle dorato domestico di Abele) scappò, a causa del costante abuso di Caino sul fratello, e cadde quasi preda di Mephisto nell'Eden. Goldie rimase nell'Eden e non ritornò al Sogno fino al n. 26. Trama di Terry LeBan.
- "The Lost Boy" (dal n. 4 al n. 7)

Presenta una Johanna Constantine matura così come Mad Hettie, lavorando con Destino e Caino. Una storia di un uomo che perse la vita e quindi ne trovò una migliore. Trama di Peter Hogan.
- "His Brother's Keeper" (n. 8)

Presenta il fratello a lungo disperso di Caino e Abele, Seth, che desiderò di coprire la verità dietro il mistero del primo omicidio di Caino verso Abele. Trama di Alisa Kwitney.
- "Weird Romance" (dal n. 9 al n. 12)

Trama di Bryan Talbot.
- "Coyote's Kiss" (n. 13 e n. 14)

Trama di Terry LaBan.
- "Day's Work, Night's Rest" (n. 15)

Trama di Jeff Nicholson.
- "Ice" (n. 16)

Trama di Peter Hogan.
- "Souvenirs" (dal n. 17 al n. 19)

Una storia corinta, introducente Echo. Trama di Caitlin R. Kiernan.
- "The Dark Rose" (n. 20 e n. 21)

Una storia del Corinto ambientata nell'era vittoriana. Trama di Al Davidson.
- "Unkindness One" (dal n. 22 al n. 24)

Un sequel di "Souvenirs". Trama di Caitlin R. Kiernan.
- "My Year as a Man" (n. 25)

La storia del ritorno in vita di Aristeas di Marmora dopo essere stato il corvo del Sogno. Trama di Peter Hogan.
- The Dreaming: Trial and Error (speciale auto-conclusivo)

Si concentra sull'accusa di Abel verso Cain di averlo assassinato ancora e ancora verso il Judge Gallows. Trama di Len Wein.
- "Restitution" (n. 26)

Trama di Caitlin R. Kiernan.
- "Many Mansions" (dal n. 27 al n. 34)

La Casa del Mistero brucia. Trama di Peter Hogan e Caitlin R. Kiernan.
- "Kaleidoscope" (n. 35)[11]

Una storia di W. B. Yeats e Christina Weston, una donna dal passato di Lucien.
- "The Gyres" (dal n. 36 al n. 38)
"The Lost Language of Flowers" (n. 39)[11]

Presenta un'introduzione di Neil Gaiman.
- "Fox and Hounds" (dal n. 40 al n. 43)

Presenta una comparsa di Daniel, il nuovo Sogno.
- "Homesick" (n. 44)[11]
"Masques & Hedgehogs" (n. 45)[11]
"Mirror Mirror", "Trinket", "Scary Monsters", "Shatter" (dal n. 46 al n. 49)
"Restoration" (n. 50)

La Casa del Mistero è ricostruita da Merv Pumpkinhead, mentre Eva e Abele tentòdi convincere Caino a ritornare al Sogno.
- "Second Sight" (n. 51)
"Exiles" (dal n. 52 al n. 54)
"The Further Adventures of Danny Nod" (n. 55)[11]

Compaiono Goldie e Danny Nod, interrompendo momenti storici e letterali.
- "The First Adventure of Miss Catterina Poe" (n. 56)

Presenta il gatto di Edgar Allan Poe.
- "Rise" (dal n. 57 al n. 60)

### Raccolte
Sono state pubblicate due raccolte in lingua inglese:
- The Dreaming: Beyond the Shores of Night (ISBN 1-85286-904-6). Comprende The Dreaming dal n. 1 al n. 8.
- The Dreaming: Through the Gates of Horn and Ivory (ISBN 1-56389-493-9). Comprende The Dreaming dal n. 15 al n. 19 e dal n. 22 al n. 25.